# Triplophysa anterodorsalis
Triplophysa anterodorsalis är en fiskart som beskrevs av Zhu och Cao, 1989. Triplophysa anterodorsalis ingår i släktet Triplophysa och familjen grönlingsfiskar. Inga underarter finns listade i Catalogue of Life.